# Nicolas Oliveira
Nicolas Oliveira, né le 4 août 1987 à Belo Horizonte au Brésil, est un nageur brésilien, spécialisé dans les courses de sprint.

## Biographie
Nicolas Oliveira entame son parcours international aux Jeux sud-américains junior 2005 où il obtient la médaille d'or au 100 m papillon, au 200 m nage libre, au 4 × 100 m nage libre et dans le relais 4 × 100 m quatre nages et l'argent dans le 100 m nage libre.
En 2007, il est finaliste dans le relais 4 × 100 m nage libre Championnats du monde de natation 2007 à Melbourne, contribuant à qualifier le relais 4 × 100 m nage libre et le 4 × 200 m nage libre pour les Jeux olympiques de 2008.
Aux Jeux olympiques 2008 à Pékin, il participe au 4 × 100 m nage libre, au 4 × 200 m nage libre et au 4 × 100 m quatre nages.
Avec César Cielo et Nicolas Oliveira, le Brésil détient ainsi deux nageurs de 100 m nage libre de premier plan. Nicolas Oliveira est un élément clé dans le relais 4 × 100 m nage libre. Son meilleur temps au 100 m nage libre 47 s 78 est obtenu le 29 juillet 2009 lors des Championnats du monde de natation 2009 à Rome. Oliveira devient ainsi deuxième nageur sud-américain à nager 100 m en moins de 48 s.
Dans le Championnat du monde 2009 à Rome, avec César Cielo, Fernando Silva et William Roth, il remporte la 4e place dans le relais 4 × 100 m nage libre, et une 9e place dans le relais 4 × 200 m nage libre avec Thiago Pereira, Rodrigo Castro et Lucas Salatta.
En décembre 2010, lors des championnats du monde de natation en petit bassin 2010, Nicolas Oliveira, remporte avec ses coéquipiers Nicholas Santos, César Cielo et Marcelo Chierighini, le bronze dans la course 4 × 100 mètres avec un temps de 3 min 5 s 74, record d'Amérique du Sud, en laissant derrière l'équipe des États-Unis.

## Palmarès

### Championnats du monde
| Médaille | Compétition                                            | Épreuve              | Temps        | Lieu           | Date             |
| Bronze   | Championnats du monde de natation en petit bassin 2010 | 4 × 100 m nage libre | 3 min 5 s 74 | Dubaï (E.A.U.) | 15 décembre 2010 |

## Meilleurs temps personnels
Les meilleurs temps personnels établis par Nicolas Oliveira dans les différentes disciplines sont détaillés ci-après.
| Épreuve                   | Temps         | Compétition                            | Lieu                | Date            |
| 50 m nage libre           | 23 s 34       | 10e Championnats Pan-Pacifiques        | Victoria (CAN)      | 20 août 2006    |
| 100 m nage libre          | 47 s 78       | Championnats du monde de natation 2009 | Rome (Italie)       | 29 juillet 2009 |
| 200 m nage libre          | 1 min 46 s 90 | Trofeu Lenk                            | Rio                 | 1er mai 2009    |
| 400 m nage libre          | 4 min 13 s 91 | TYR Swim Meet of Champions             | Mission Viejo (USA) | 15 juin 2007    |
| 100 m papillon            | 56 s 03       | 10e Championnats Pan-Pacifiques        | Victoria (CAN)      | 19 août 2006    |
| 100 m nage libre (relais) | 47 s 39       | Championnats du monde de natation 2009 | Rome (Italie)       | 26 juillet 2009 |
| 200 m nage libre (relais) | 1 min 46 s 43 | Championnats du monde de natation 2009 | Rome (Italie)       | 31 juillet 2009 |

| Épreuve                      | Temps         | Compétition                                            | Lieu              | Date             |
| 50 m nage libre              | 22 s 37       | Coupe du monde de natation FINA 2009                   | Stockholm (Suède) | 11 novembre 2009 |
| 100 m nage libre             | 46 s 30       | Stockholm (Suède)                                      | Berlin (GER)      | 14 novembre 2009 |
| 200 m nage libre             | 1 min 42 s 01 | Stockholm (Suède)                                      | Berlin (GER)      | 15 novembre 2009 |
| 400 m nage libre             | 3 min 58 s 25 | Championnats du Brésil                                 | Taca Correios     | 6 septembre 2005 |
| 50 m papillon                | 25 s 13       | FINA: World Cup No 8 - 2004/2005 ...                   | Belo Horizonte    | 18 février 2005  |
| 100 m papillon               | 56 s 78       | FINA: World Cup No 8 - 2004/2005 ...                   | Belo Horizonte    | 19 février 2005  |
| 100 m 4 nages                | 56 s 56       | Championnats du Brésil                                 | Taca Correios     | 6 septembre 2005 |
| 100 m nage libre (en relais) | 46 s 31       | Championnats du monde de natation en petit bassin 2010 | Dubaï             | 15 décembre 2010 |
| 200 m nage libre (en relais) | 1 min 46 s 70 | Championnats du monde de natation en petit bassin 2010 | Dubaï             | 16 décembre 2010 |